# Janina Lewandowska
Pour les articles homonymes, voir Lewandowska.
Janina Antonina Lewandowska (1908 - 1940) était une aviatrice et une réserviste polonaise qui fut exécutée à Katyne en 1940.

## Jeunesse
Janina Antonina Dowbór-Muśnicka naquît en 1908 à Kharkiv, alors ville russe. Elle était la fille de Józef Dowbor-Muśnicki, un général polonais. Elle poursuivit des études secondaires sans réelle conviction. Son rêve était alors de devenir chanteuse. Par la suite elle entra au Conservatoire de musique de Poznań mais son père s'opposant à sa vocation d'artiste elle dut abandonner assez vite. C'est à la même période qu'elle commença à s'intéresser à l'aviation.

## Aviation
Elle reprit ses études et passa un diplôme supérieur lié à la radiotélégraphie, elle adhéra aussi à l'aéroclub de Poznań. C'est vers cette époque qu'elle serait devenue réserviste. Elle pratiqua le parachutisme et fit un saut d'une altitude de 5 km. Elle rencontra alors l'instructeur de vol à voile Mieczysław Lewandowski dont elle tomba amoureuse. Ils se marièrent le 10 juin 1939. Le 3 septembre de la même année, Janina rejoint une base aérienne mais le 22 elle fut capturée par l'armée soviétique et envoyée dans un camp de prisonniers. Elle fut interrogée avec d'autres officiers polonais et mentit sur son identité. Elle fut finalement exécutée à Katyń le 23 avril 1940.

## Postérité
Elle fut finalement enterrée avec les honneurs militaires dans le caveau familial en 2005. En 2007, le ministère de la défense polonais lui donna le grade de lieutenant à titre posthume,.